# Fringe Club

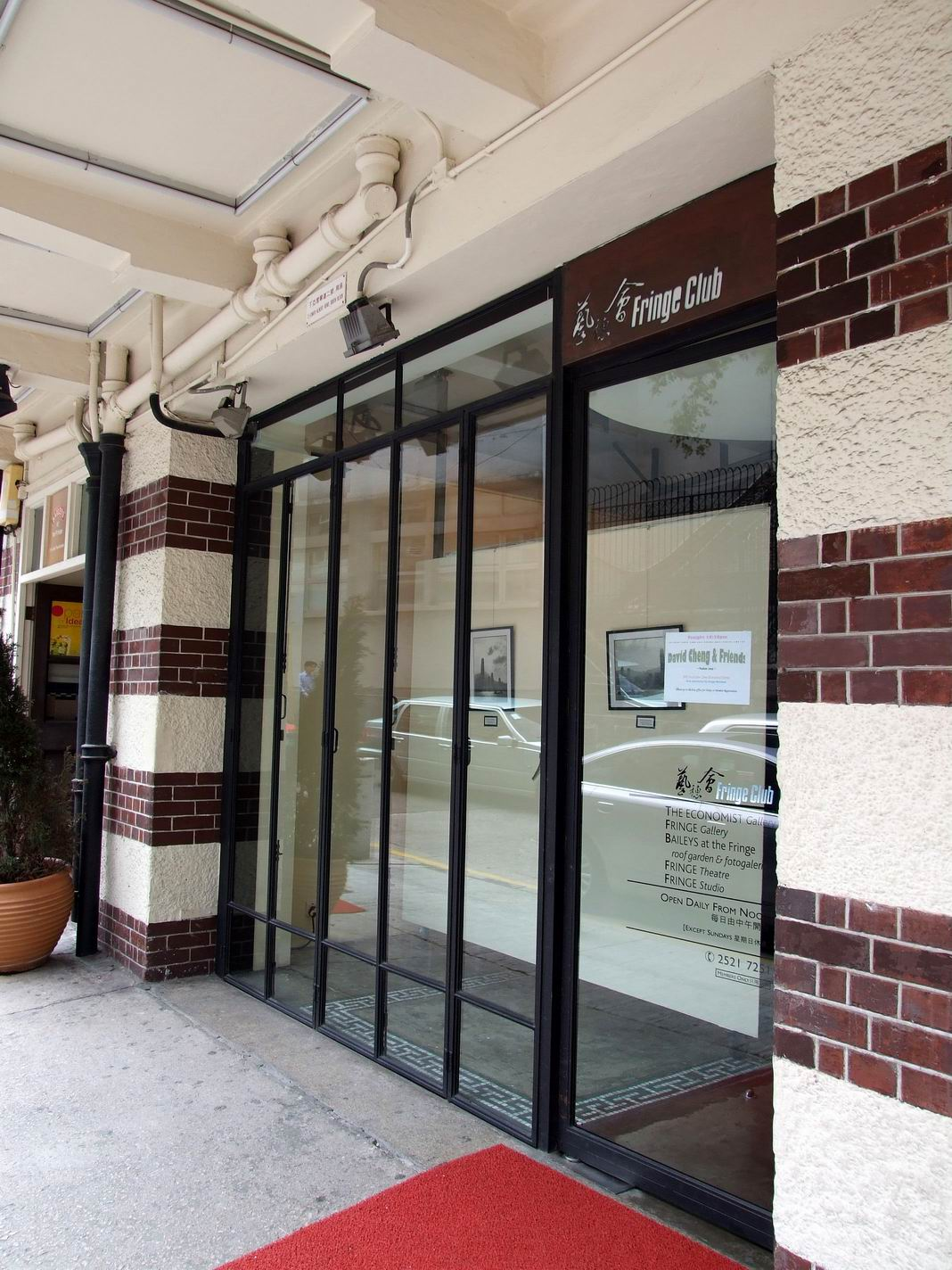
Entrée principale du Fringe Club.

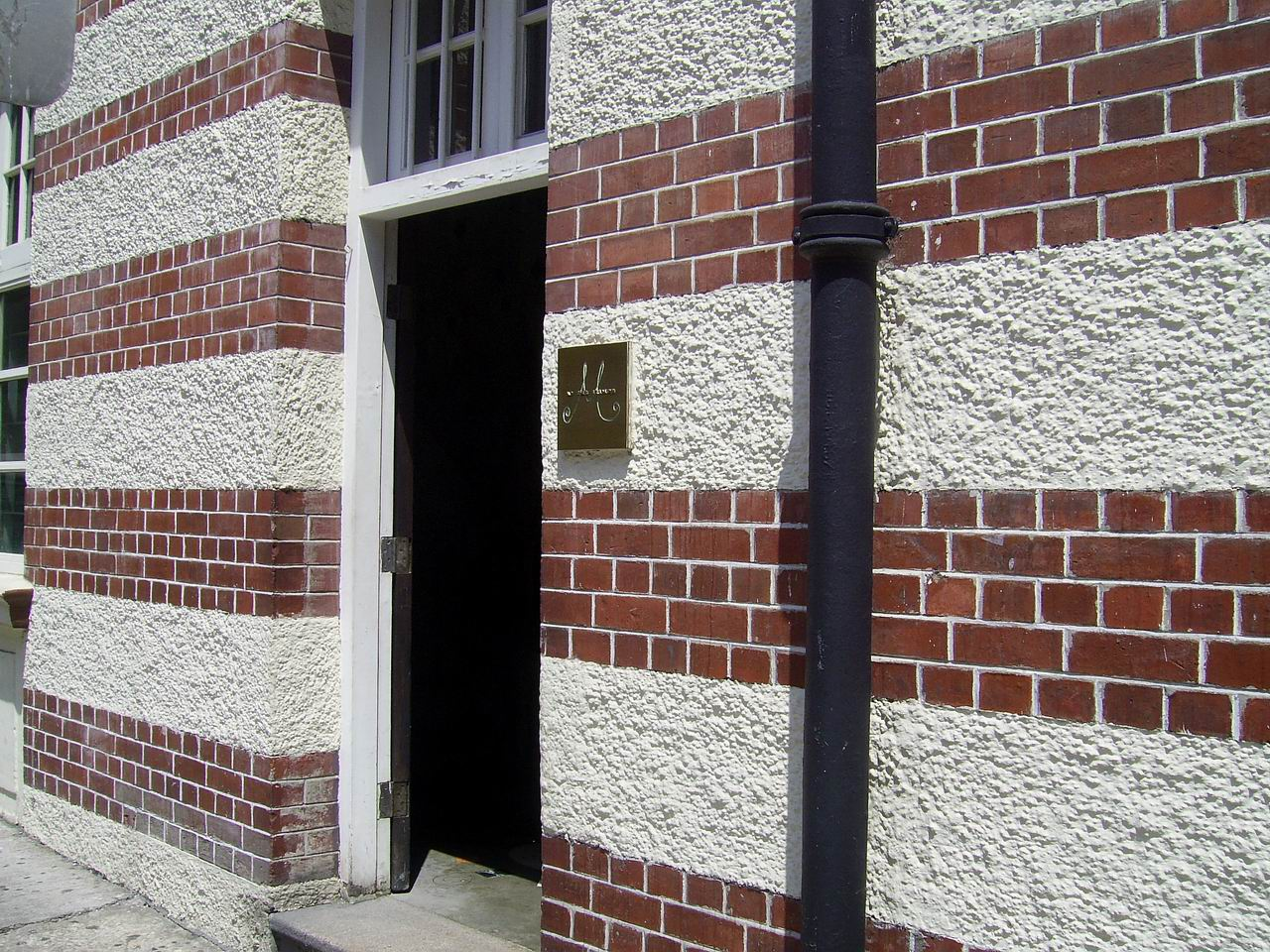
Entrée « M at the Fringe ».

Le Fringe Club (藝穗會) est un organisme artistique à but non lucratif (en) de Hong Kong, fondée en 1983, dont la mission est d'aider les artistes émergents, de promouvoir les artistes hongkongais à l'étranger par le biais d'échanges culturels et de tournées, et de conserver et développer le patrimoine culturel de Hong Kong.
Il offre un espace d'art contemporain gratuit pour des expositions et des spectacles situé au 2 Lower Albert Road (en) dans le quartier de Central dans un bâtiment historique de rang I, l'ancien dépôt de Dairy Farm datant de 1892.

## Locaux
En 1892, Dairy Farm fait construire un bâtiment peu élevé en briques et en stuc sur Lower Albert Road dans Central pour l'utiliser comme entrepôt frigorifique. L'édifice est ensuite rénové et agrandi en 1913 pour y inclure une laiterie, une pièce pour le fumage de la viande, une chambre froide pour les vêtements d'hiver et la résidence du directeur général. Le dépôt devient ensuite le siège social de l'entreprise jusqu'à ce qu'elle déménage dans les années 1970.
Le bâtiment abandonné est acquis par le Fringe Club en 1983. Il bénéficie de nombreuses rénovations majeures pour en faire un lieu dynamique pour les arts contemporains. En 2001, le bâtiment remporte un prix du patrimoine du gouvernement de Hong Kong pour sa reconversion. Il est classé  bâtiment historique de rang I.

## Lieux artistiques
Le Fringe Club dispose de deux studios-théâtres, d'espaces d'exposition, d'une salle de répétition, de restaurants, d'un jardin sur le toit et de bureaux. Il présente et promeut le théâtre, la danse, la musique et les expositions.
Le fonctionnement de cette organisation est soutenu par le conseil de développement des arts de Hong Kong (en) et tire des revenus de ses activités de restauration, de vente de billets, de publicité, des frais d'adhésion, du parrainage et des dons.
Galerie Anita Chan Lai-ling
La galerie Anita Chan Lai-ling est une reconversion du garage de l'ancien dépôt de Dairy Farm. C'est un espace d'art pour le travail contemporain d'artistes hongkongais et internationaux.
Fringe Dairy
Fringe Dairy est le seul espace de jazz et de cabaret à Hong Kong. Les caractéristiques d'origine sont encore conservées lorsque cet endroit servait de devanture pour la vente de lait et de crème glacée, comme le sol carrelé de 1913, les grandes portes-fenêtres avec des volets en bois et des ventilateurs au plafond.
Le théâtre du Jockey Club Studio
Le théâtre du Jockey Club Studio est un studio boîte noire situé dans l'ancien lieu de stockage à sec des manteaux de fourrure de l'ancien dépôt.
Fringe Underground
Le théâtre Fringe Underground est un théâtre de performances artistiques et d'expérimentations créatives situé dans l'ancienne pièce servant à stocker les blocs de glace et la viande froide.
Fringe Vault
Le Fringe Vault est un café situé dans l'ancienne pièce servant à conserver et stocker des blocs de glace, des produits laitiers et de la charcuterie et où les murs de carrelage blanc d'origine et d'autres éléments architecturaux ont été préservés.
Colette Artbar
Colette Artbar est un espace d'art pour exposer des photographies et des peintures situé dans l'ancien dortoir du personnel. Il porte le nom de Colette Koo, une artiste et actrice aux multiples talents.
NOVE at the Fringe
Un restaurant chinois situé dans l'ancien bureau et résidence des tai-pan (en). La cheminée se trouve encore dans la pièce et était reliée au toit.